# Nippon Paint

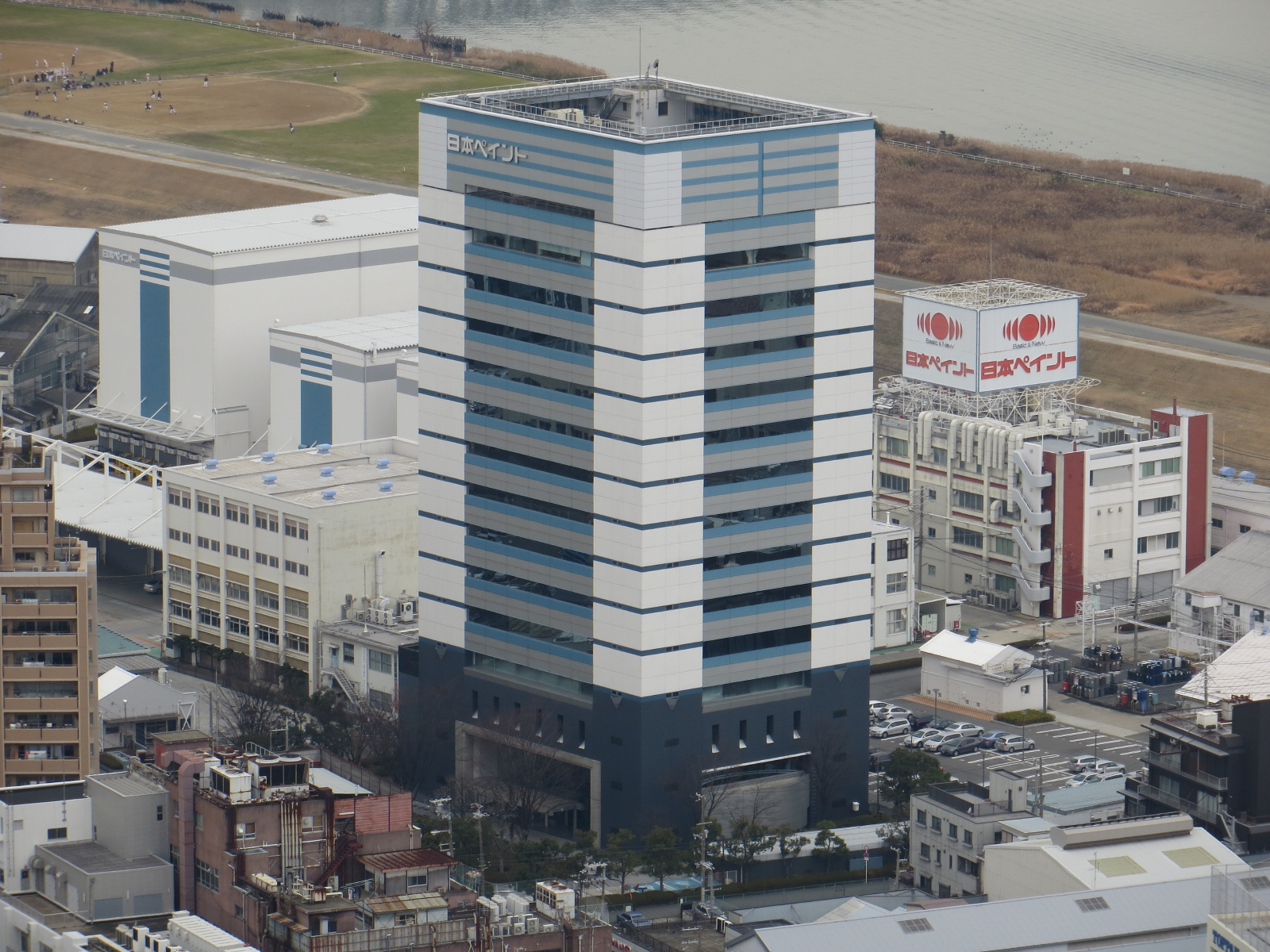
Nippon Paint-Gebäude in Osaka

Nippon Paint ist ein japanischer Hersteller von Farben und Lacken mit Sitz in Osaka. Das Unternehmen zählt nach den Wettbewerbern PPG Industries, Sherwin-Williams und AkzoNobel zu den größten Herstellern von Beschichtungsmaterialien weltweit. Die Produkte von Nippon Paint werden unter anderem zur Gebäudebeschichtung, Automobillackierung und Beschichtung von Schiffsrümpfen verwendet.
Im Jahr 1881 wurde das Unternehmen Komyosha in Tokio gegründet. 16 Jahre später, 1897, wurde ein Patent auf ein Produktionsverfahren von Zinkoxid angemeldet. Dieses stellte das erste Patent des Unternehmens dar. 1898 fand eine Umfirmierung zur Nippon Paint Manufacturing Co., Ltd. statt. Erst 1920 wurde die hauptsächliche Produktion nach Osaka, dem heutigen Unternehmenshauptsitz, verlegt.
Im August 2020 übernahm der Farben- und Lackhersteller Wuthelam Group aus Singapur 58,7 % des Kapitals von Nippon Paint.
Im Oktober 2021 wurde bekannt gegeben, dass der größte französische Farbenhersteller Cromology (die ehemalige Farbabteilung von LaFarge) über die australische Tochtergesellschaft DuluxGroup übernommen werden soll.